# 第一财经广播
上海人民广播电台第一财经广播是上海广播电视台旗下的一套以播送财经节目为主的广播频率，于2002年7月15日开播，前身为上海人民广播电台经济台及上海东方广播电台金融频率。

## 历史

### 前身
1987年5月11日，上海电台经济台成立，确定为以经济宣传为主体的综合台，以“传播经济信息，沟通横向联系，扩大商品宣传，为发展商品经济服务”为办台方针。播出频率792千赫，每天播出时间18小时。1993年1月1日，该台更名为上海电台市场经济台开播，在中波1422千赫、711千赫联播，全天播出17小时24分钟。其办台宗旨是“大市场的窗口、企业家的挚友、消费者的知音”。1993年6月5日，市场经济台在上海市第一百货商店开设“第一百货直播室”，周一至周六每天播音1小时，周日播音1个半小时，不久因安全角度考虑而停办。
1995年3月29日，东方电台金融台开播，于调频97.7兆赫播出，每天播出11小时节目，并由上海证券交易所通过卫星向全国400多个城市同步传送金融台播出的即时数据。1997年4月，上海电台市场经济台、东方电台金融台分别更名为市场经济频率、金融频率。1999年1月，市场经济频率更名为经济频率。

### 合并重组
2002年7月15日，经济频率与金融频率合并重组为一套频率，对外呼号为“上海东方广播电台财经频率”，播出频率中波900千赫、调频97.7兆赫，以“关注环球资讯，纵论天下财经”为口号。当天该频率与北京经济台共同推出《中国财经60分》财经新闻节目。此外对台广播节目浦江之声并入该频率播出，每天20—24时播出节目。
2003年7月7日，文广集团将旗下财经资源进行整合，广播财经频率与电视财经频道的呼号统一改为第一财经，中波频率调整为1422千赫。8月17日，该频率与浙江、宁波、无锡、南京等地经济台共同发起推出长三角15个城市经济电台联播的专题节目《中国长三角》（现已移入长三角之声播出）。
2010年，第一财经频率调整呼号为“上海人民广播电台第一财经广播”。同年底，第一财经广播、浦江之声改版，由原来双频播出的一套节目调整为各自独立的两套节目。其中，调频97.7兆赫播出第一财经广播节目，中波1422千赫播出浦江之声节目。
2020年11月12日，该频率调整为FM90.9频率播出（原东广新闻台的频率）。
2023年，该频率依托阿基米德FM所开发的“虚拟主播系统”，取代多个时段的真人主播，实现资讯类内容的快速生产和编发。《中国财经60分》每日重点内容和热点话题亦传送至第一财经广播早间财经资讯节目《财经早点》、上海新闻广播《今晚》《990早新闻》以及全国多地经济广播各档新闻节目播出。

## 节目
- 《财经早点》
- 《交易进行时》
- 《财经午间道》
- 《股市大家谈》
- 《中国财经60分》（中国大陆25家省市电台并机播出，曾与长三角之声联播）
- 《约客》
- 《理财应健中》（上海话节目）
- 《财经律师行》
- 《报时未来》
- 《一财知道》
- 《未来理财师》

### 曾设节目
- 《第一财经早新闻》→《经济生活60分》
- 《第一财经要闻》
- 《第一财经最新播报》
- 《黑马竞选》
- 《个股天天点播》
- 《全国证券联播网》→《第一财经联播网》→《今日证券》
- 《房产之窗》
- 《977家居乐》
- 《消费新天地》
- 《中国长三角》（后在长三角之声播出）
- 《晓鹿在线》
- 《市场观察》
- 《今日保险》
- 《房产新干线》→《第一地产》

另外第一财经电视的《今日股市》《谈股论金》《中国经营者》《财经郎闲评》曾开设有广播版。